# Pau Panitti Martínez
Pau Panitti Martínez (geboren am 18. Juli 2004 in Mataró) ist ein spanischer Handballtorwart.

## Vereinskarriere
Pau Panitti debütierte in der Saison 2023/2024 mit dem Verein Fraikin BM Granollers in Spaniens erster Handballliga; bis dato war er für die zweite Mannschaft des Vereins aufgelaufen.

## Auswahlmannschaften
Panitti stand im Aufgebot spanischer Nachwuchsauswahlmannschaften.
Am 21. Februar 2022 debütierte er gegen die Auswahl Kroatiens in der Jugendnationalmannschaft Spaniens. Er nahm als Jugendnationalspieler an der Mittelmeermeisterschaft 2022 teil. Insgesamt bestritt er zehn Spiele mit der Auswahl.
Mit den spanischen Junioren, für die er im Januar 2024 erstmals auflief, wurde er U-20-Europameister 2024 und nahm an  der U-21-Weltmeisterschaft 2025 (9. Platz) teil.